# HRT F112
Der HRT F112 ist ein Rennwagen des spanischen Formel-1-Teams HRT. Er wurde in der Formel-1-Saison 2012 eingesetzt und von Pedro de la Rosa und Narain Karthikeyan gefahren.

## Entwicklungsgeschichte
Der HRT F112 ist das dritte Auto des Rennstalls HRT (früher: Hispania Racing F1 Team). Er entstand in einer Zeit des Umbruchs. Hatte sich HRT in den Jahren 2010 und 2011 beim Aufbau und dem Einsatz seiner Rennautos weitgehend auf die logistische Unterstützung von Colin Kolles verlassen, so musste das Team, nachdem es sich im Dezember 2011 von Kolles getrennt hatte, die Entwicklung des Wagens für die Saison 2012 allein vorantreiben. Die Entwicklungsphase fiel zusammen mit dem Umzug des Teams, das zum Jahreswechsel 2011/2012 unter der Leitung von Luis Pérez-Sala einen neuen Teamsitz in Spanien aufbauen musste. Die Teamleitung erkannte früh, dass sich diese Doppelbelastung nachteilig auf die Konkurrenzfähigkeit des neuen Autos auswirken würde, und äußerte im Dezember 2011 die Erwartung, dass der Rückstand des HRT F112 noch größer ausfallen werde als 2011.

## Technik
Der neue HRT F112 wurde von Jackie Eeckelart und Stephane Chosse konstruiert. Die Entwicklungsarbeit für den HRT F112 fand weitgehend in einem von Eeckelart geführten Ingenieurbüro in München statt. Beim Aufbau des Autos nutzte HRT in erheblichem Umfang die Dienste externer Zulieferer.
Der HRT F112 war eine nochmalige Weiterentwicklung des bereits 2009 von Dallara konzipierten HRT F110. Das Chassis war nach Presseberichten weiterhin identisch mit dem des F110. Wesentliche Karosserieteile waren nach der Ansicht von Beobachtern identisch mit den Vorgängerfahrzeugen. Neu war lediglich eine stufenförmige Fahrzeugnase, die annähernd den Konstruktionen entsprach, die 2012 an den Fahrzeugen anderer Teams zu sehen waren. Auch die Motorabdeckung wurde neu gestaltet.
Als Antriebsquelle nutzte HRT wie bereits in den vorherigen Jahren einen Achtzylindermotor von Cosworth, der als zuverlässig, aber leistungsschwach angesehen wurde und abgesehen von HRT nur noch im Konkurrenzteam von Marussia Verwendung fand. Die Kraftübertragung erfolgte über ein Getriebe, das HRT von Williams bezog. Auch die Konstruktion der Hinterachse kam von Williams. Die Reifen wurden wie bei allen anderen Teams auch von Pirelli bereitgestellt. HRT verzichtete 2012 ebenso wie Marussia auf den Einsatz von KERS.
Der HRT F112 wurde bei Holzer Motorsport in Augsburg aufgebaut. Hier entstanden auch zahlreiche Einzelteile wie die Pedale, die Lenksäule oder der Kabelbaum. Die Kohlefaserkomponenten wurden hingegen bei Carbo Tech in Österreich konstruiert.
Der HRT F112 wurde von Beobachtern als „primitive“, veraltete Konstruktion wahrgenommen. Die Technik ist sehr einfach, aber problematisch. Beim Großen Preis von Australien hatte der F112 erhebliche Kühlungsprobleme; das Auto überhitzte schnell. Das Team erwartete für den Großen Preis von Malaysia bei den Boxenstopps thermische Probleme, konnte das Rennen aber mit beiden Autos beenden.

## Vorstellung
Die Fertigstellung des HRT F112 verzögerte sich bis in den März 2012, da das Auto wesentliche Crash-Tests, die im Februar 2012 stattfanden, nicht bestand und dementsprechend einige Nachbesserungen vorgenommen werden mussten. Infolgedessen konnte HRT mit dem F112 nicht an den offiziellen Testfahrten teilnehmen, die im Februar und März 2012 auf dem Circuit de Catalunya in Barcelona abgehalten wurden.
Ungeachtet dieser Verzögerungen gelang es HRT 2012 – anders als in den beiden vorangegangenen Jahren –, das aktuelle Fahrzeug zwei Wochen vor dem ersten Rennen der Saison öffentlich vorzustellen. Die Präsentation erfolgte am 5. März 2012 in Barcelona. De la Rosa und Karthikeyan drehten im Rahmen von Werbeaufnahmen einige Demonstrationsrunden, die zugleich als Funktionstest dienten. Dabei erhielt das Team nur wenige Informationen über das Auto, da die Runden auf Demonstrationsreifen absolviert wurden, die nur geringe Ähnlichkeit mit Rennreifen haben.

## Lackierung und Sponsoring
Der HRT F112 war weiß lackiert und trug Akzentstreifen in Rot und Gold. Damit verwendete das Team in seiner dritten Saison erneut ein neues Farbschema. Auf dem Fahrzeug zeigten sich nur sehr wenige Sponsoraufkleber. Die Seitenkästen und die Motorabdeckung waren vollständig oder weitgehend sponsorfrei. Einer der wenigen Sponsoren war – wie schon im Vorjahr – die indische Tata-Gruppe.

## Ergebnisse
| Fahrer               | Nr.                  | 1   | 2  | 3  | 4  | 5   | 6   | 7   | 8  | 9  | 10 | 11  | 12  | 13 | 14  | 15  | 16  | 17  | 18  | 19 | 20 | Punkte | Rang |
| -------------------- | -------------------- | --- | -- | -- | -- | --- | --- | --- | -- | -- | -- | --- | --- | -- | --- | --- | --- | --- | --- | -- | -- | ------ | ---- |
| Formel-1-Saison 2012 | Formel-1-Saison 2012 |     |    |    |    |     |     |     |    |    |    |     |     |    |     |     |     |     |     |    |    | —      | 12.  |
| P. de la Rosa        | 22                   | DNQ | 21 | 21 | 20 | 19  | DNF | DNF | 17 | 20 | 21 | 22  | 18  | 18 | 17  | 18  | DNF | DNF | 17  | 21 | 17 | —      | 12.  |
| N. Karthikeyan       | 23                   | DNQ | 22 | 22 | 21 | DNF | 15  | DNF | 18 | 21 | 23 | DNF | DNF | 19 | DNF | DNF | 20  | 21  | DNF | 22 | 18 | —      | 12.  |

| Legende  | Legende            | Legende                                                          |
| Farbe    | Abkürzung          | Bedeutung                                                        |
| -------- | ------------------ | ---------------------------------------------------------------- |
| Gold     | –                  | Sieg                                                             |
| Silber   | –                  | 2. Platz                                                         |
| Bronze   | –                  | 3. Platz                                                         |
| Grün     | –                  | Platzierung in den Punkten                                       |
| Blau     | –                  | Klassifiziert außerhalb der Punkteränge                          |
| Violett  | DNF                | Rennen nicht beendet (did not finish)                            |
| Violett  | NC                 | nicht klassifiziert (not classified)                             |
| Rot      | DNQ                | nicht qualifiziert (did not qualify)                             |
| Rot      | DNPQ               | in Vorqualifikation gescheitert (did not pre-qualify)            |
| Schwarz  | DSQ                | disqualifiziert (disqualified)                                   |
| Weiß     | DNS                | nicht am Start (did not start)                                   |
| Weiß     | WD                 | zurückgezogen (withdrawn)                                        |
| Hellblau | PO                 | nur am Training teilgenommen (practiced only)                    |
| Hellblau | TD                 | Freitags-Testfahrer (test driver)                                |
| ohne     | DNP                | nicht am Training teilgenommen (did not practice)                |
| ohne     | INJ                | verletzt oder krank (injured)                                    |
| ohne     | EX                 | ausgeschlossen (excluded)                                        |
| ohne     | DNA                | nicht erschienen (did not arrive)                                |
| ohne     | C                  | Rennen abgesagt (cancelled)                                      |
| ohne     | keine WM-Teilnahme |                                                                  |
| sonstige | P/fett             | Pole-Position                                                    |
| sonstige | 1/2/3/4/5/6/7/8    | Punktplatzierung im Sprint-/Qualifikationsrennen                 |
| sonstige | SR/kursiv          | Schnellste Rennrunde                                             |
| sonstige | *                  | nicht im Ziel, aufgrund der zurückgelegten Distanz aber gewertet |
| sonstige | ()                 | Streichresultate                                                 |
| sonstige | unterstrichen      | Führender in der Gesamtwertung                                   |